# Minzier
Minzier és un municipi francès situat al departament de l'Alta Savoia i a la regió d'Alvèrnia-Roine-Alps. L'any 2007 tenia 731 habitants.

## Demografia

### Població
El 2007 la població de fet de Minzier era de 731 persones. Hi havia 278 famílies de les quals 62 eren unipersonals (33 homes vivint sols i 29 dones vivint soles), 83 parelles sense fills, 121 parelles amb fills i 12 famílies monoparentals amb fills.
La població ha evolucionat segons el següent gràfic:
Habitants censats

### Habitatges
El 2007 hi havia 341 habitatges, 280 eren l'habitatge principal de la família, 50 eren segones residències i 10 estaven desocupats. 294 eren cases i 45 eren apartaments. Dels 280 habitatges principals, 210 estaven ocupats pels seus propietaris, 56 estaven llogats i ocupats pels llogaters i 14 estaven cedits a títol gratuït; 3 tenien una cambra, 18 en tenien dues, 34 en tenien tres, 65 en tenien quatre i 160 en tenien cinc o més. 258 habitatges disposaven pel capbaix d'una plaça de pàrquing. A 98 habitatges hi havia un automòbil i a 176 n'hi havia dos o més.

### Piràmide de població
La piràmide de població per edats i sexe el 2009 era:
| Homes | Edats   | Dones |
| ----- | ------- | ----- |
| 0     | 95 o +  | 0     |
| 4     | 90 a 94 | 4     |
| 0     | 85 a 89 | 0     |
| 0     | 80 a 84 | 0     |
| 12    | 75 a 79 | 4     |
| 4     | 70 a 74 | 12    |
| 8     | 65 a 69 | 4     |
| 4     | 60 a 64 | 12    |
| 0     | 55 a 59 | 0     |
| 16    | 50 a 54 | 4     |
| 40    | 45 a 49 | 24    |
| 24    | 40 a 44 | 12    |
| 16    | 35 a 39 | 28    |
| 20    | 30 a 34 | 20    |
| 16    | 25 a 29 | 20    |
| 4     | 20 a 24 | 8     |
| 20    | 15 a 19 | 12    |
| 28    | 10 a 14 | 28    |
| 20    | 5 a 9   | 20    |
| 16    | 0 a 4   | 32    |

## Economia
El 2007 la població en edat de treballar era de 510 persones, 414 eren actives i 96 eren inactives. De les 414 persones actives 394 estaven ocupades (220 homes i 174 dones) i 20 estaven aturades (8 homes i 12 dones). De les 96 persones inactives 24 estaven jubilades, 36 estaven estudiant i 36 estaven classificades com a «altres inactius».

### Ingressos
El 2009 a Minzier hi havia 306 unitats fiscals que integraven 788 persones, la mediana anual d'ingressos fiscals per persona era de 27.695 €.

### Activitats econòmiques
Dels 10 establiments que hi havia el 2007, 1 era d'una empresa alimentària, 3 d'empreses de construcció, 1 d'una empresa de comerç i reparació d'automòbils, 1 d'una empresa d'hostatgeria i restauració, 1 d'una empresa financera, 1 d'una empresa immobiliària, 1 d'una empresa de serveis i 1 d'una entitat de l'administració pública.
Dels 4 establiments de servei als particulars que hi havia el 2009, 2 eren lampisteries, 1 electricista i 1 restaurant.
L'any 2000 a Minzier hi havia 10 explotacions agrícoles que ocupaven un total de 553 hectàrees.

## Equipaments sanitaris i escolars
El 2009 hi havia una escola elemental.

## Poblacions més properes
El següent diagrama mostra les poblacions més properes.